# Star TV (Türkei)
Star TV ist ein privater türkischer Fernsehsender der Doğuş Holding mit Sitz in Istanbul. Es war einer der ersten privaten türkischen Fernsehsender.

Logo von Star TV bis 2002

Logo von Star TV bis 31. Dezember 2011

Logo von Star TV seit 31. Dezember 2011

## Gründung und Organisation
Star TV wurde am 5. Mai 1990 von Tevfik Ahmet Özal und Cem Uzan gegründet. 2005 wurde Star TV von Aydın Doğan und seiner Doğan Yayın Holding für 306 Millionen US-Dollar erworben. Im November 2011 verkaufte die Doğan Yayın Holding den Sender, um im Jahr 2009 geforderte Steuernachzahlungen in Millionenhöhe zu finanzieren. Star TV wurde von Ferit Şahenk und seiner Doğuş Holding, der auch der Sender NTV gehört, für 327 Millionen US-Dollar gekauft.

## Liste der Star-TV-Sendungen
Die Liste der Star-TV-Sendungen zählt Sendungen und Serien auf, die bei Star TV ausgestrahlt werden.

### Nachrichten
- seit 1989: Gün Ortası Haberleri
- seit 2011: Ece Belen'le Yaz Haberleri (Ece Belen)
- seit 2011: Nazlı Öztarhan'la Star Haber (Nazlı Öztarhan)
- seit 2012: Bugün (Seda Akgül)
- seit 2012: Celal Pir'le Haftasonu Haberleri (Celal Pir)

### Magazin
- seit 2008: Süper Star Life (Simge Tertemiz)
- seit 2011: Soframız (Aslı Seda Kement)
- seit 2012: Alişan ile Sevcan (Sevcan Orhan und Alişan)
- seit 2012: Melek (Melek Baykal)
- seit 2012: Nedir Ne Değildir (Burcu Esmersoy und Tanem Sivar)
- seit 2012: En Güzel Bölüm (Burcu Esmersoy und Tanem Sivar)

### Unterhaltung
- seit 2012: Eyvah Düşüyorum (Eser Yenenler)
- seit 2012: Büyük Risk (Selçuk Yöntem)
- seit 2014:  Kardes Payi (Comedy)

### Serien
- seit 2010: Behzat Ç. Bir Ankara Polisiyesi
- seit 2012: Ağır Roman Yeni Dünya
- seit 2012: Beni Affet (TV-Premiere auf Show TV)
- seit 2012: Bir Erkek Bir Kadın (TV-Premiere auf Turkmax)
- seit 2012: Dila Hanım
- seit 2012: Hayatımın Rolü
- seit 2012: İşler Güçler
- seit 2012: Muhteşem Yüzyıl (TV-Premiere auf Show TV)
- seit 2013: Medcezir
- seit 2014: Paramparça
- seit 2014: Kacak Gelinler
- seit 2015: Kiralik Ask
- seit 2015: Arka Sokaklar
- seit 2015: Kara Sevda

### Sport
- seit 1989: Star Spor
- 1992–2015: UEFA Champions League
- 2009–2015: UEFA Europa League

## Empfang
Star TV kann über Türksat 4A in Europa und in der Türkei empfangen werden. Das Programm wird über Türksat 4A 42° Ost auf 12,015 GHz horizontal (Symbolrate: 27.500) ausgestrahlt.